# هند جميلي
هند جميلي من مواليد 11 ديسسمبر 1998،، رياضية مغربية في قيادة قارب الكانوي، شاركت في منافسات قيادة قارب الكانوي في الألعاب الأولمبية الصيفية 2016 ممثلة لبلادها المغرب.

## روابط خارجية
- هند جميلي على موقع الاتحاد الدولي للكانو (الإنجليزية)
- هند جميلي على موقع اللجنة الأولمبية الدولية (الإنجليزية)
- هند جميلي على موقع أوليمبيديا (الإنجليزية)
- هند جميلي على موقع اللجنة الأولمبية المغربية (الفرنسية)